# Bambi Schieffelin
Bambi B. Schieffelin (ur. 1945) – amerykańska językoznawczyni i antropolog lingwistyczna. Zajmuje się m.in. problematyką ideologii językowych, piśmiennością oraz socjalizacją językową.
W latach 70. XX w. prowadziła badania wśród ludu Kaluli w Papui-Nowej Gwinei.
Doktoryzowała się w 1979 r. na Uniwersytecie Columbia. Objęła stanowisko profesora na Uniwersytecie Nowojorskim.

## Publikacje (wybór)
- Language Ideologies, Theory and Practice (współautorstwo, 1998)
- The Give and Take of Everyday Life (2005)
- Consequences of Contact: Language Ideologies and Sociocultural Transformations in Pacific Societies (współred., 2007)